# Суперкубок Італії з волейболу серед жінок 2002
7-й розіграш Суперкубка Італії з волейболу серед жіночих команд відбувся 28-29 вересня 2002 року в Новарі. За трофей боролися чотири команди. Перемогу в турнірі здобув діючий володар національного кубка «Модена».

## Учасники
| Команда                   | Місто   | Досягнення                                    |
| ------------------------- | ------- | --------------------------------------------- |
| «Радіо 105 Фоппапедретті» | Бергамо | Чемпіон Італії в сезоні 2001-2002             |
| «Асистел»                 | Новара  | Фіналіст чемпіонату Італії в сезоні 2001-2002 |
| «Модена»                  | Модена  | Володар кубка Італії в сезоні 2001-2002       |
| «Олімпія Теодора»         | Равенна | Півфіналіст кубка Італії в сезоні 2001-2002   |

## Півфінал
| Дата       | Час |                                     | Рахунок |                             | Сет 1 | Сет 2 | Сет 3 | Сет 4 | Сет 5 | Всього | Звіт  |
| ---------- | --- | ----------------------------------- | ------- | --------------------------- | ----- | ----- | ----- | ----- | ----- | ------ | ----- |
| 28.09.2002 |     | «Радіо 105 Фоппапедретті» (Бергамо) | 3–0     | «Олімпія Теодора» (Равенна) | 25–22 | 25–20 | 25–22 |       |       | 75–64  | [ 1 ] |
| 28.09.2002 |     | «Модена»                            | 3–0     | «Асистел» (Новара)          | 27–25 | 25–20 | 25–17 |       |       | 77–62  | [ 2 ] |

## За 3-тє місце
| Дата       | Час |                    | Рахунок |                             | Сет 1 | Сет 2 | Сет 3 | Сет 4 | Сет 5 | Всього | Звіт  |
| ---------- | --- | ------------------ | ------- | --------------------------- | ----- | ----- | ----- | ----- | ----- | ------ | ----- |
| 29.09.2002 |     | «Асистел» (Новара) | 3–1     | «Олімпія Теодора» (Равенна) | 18–25 | 25–13 | 25–23 | 25–17 |       | 93–78  | [ 3 ] |

## Фінал
| Дата       | Час |          | Рахунок |                                     | Сет 1 | Сет 2 | Сет 3 | Сет 4 | Сет 5 | Всього | Звіт  |
| ---------- | --- | -------- | ------- | ----------------------------------- | ----- | ----- | ----- | ----- | ----- | ------ | ----- |
| 29.09.2002 |     | «Модена» | 3–0     | «Радіо 105 Фоппапедретті» (Бергамо) | 25–18 | 25–20 | 26–24 |       |       | 76–62  | [ 4 ] |

| 7                | Ірина Жукова         | 2  |
| 2                | Ангеліна Грюн        | 15 |
| 11               | Весна Читакович      | 3  |
| 15               | Майка Вагнер         | 7  |
| 6                | Дарина Міфкова       | 14 |
| 9                | Ганка Пахале         | 9  |
| 14               | Емануела Пернічі (л) |    |
| Резерв:          |                      |    |
| 1                | Консуело Манджіфеста |    |
| 3                | Маріана Конде        |    |
| 8                | Івета Мікусова       |    |
| 12               | Барбара Фаджолі      |    |
| Головний тренер: |                      |    |
| Даніеле Берселлі |                      |    |

| 7                | Мауріція Каччаторі  | 3  |
| 15               | Єлена Ніколич       | 10 |
| 9                | Гезер Баун          | 6  |
| 10               | Паола Паджі         | 7  |
| 5                | Любов Килич         | 6  |
| 12               | Франческа Піччініні | 14 |
| 6                | Кармен Цурля        | 1  |
| 8                | Ванія Беріола (л)   |    |
| 2                | Драгана Марінкович  |    |
| 4                | Катаржина Гуйська   |    |
| Резерв:          |                     |    |
| 1                | Джорджія Балделлі   |    |
| Головний тренер: |                     |    |
| Маріо Ді П'єтро  |                     |    |